# Maria Grazia
Maria Grazia  è un nome proprio di persona italiano femminile.

## Varianti
- Femminili: Mariagrazia[1][2]

## Origine e diffusione
Si tratta di un nome composto, formato dall'unione di Maria e Grazia, particolarmente evidente nella immediata successione delle due parole nel testo latino della preghiera dell'Ave Maria.
Diffuso in Italia in parte anche grazie al culto mariano, negli anni '70 risultava essere il terzo più usato fra i composti basati su Maria, con 107.000 persone così chiamate, preceduto da Maria Teresa e Maria Luisa e seguito da Maria Rosa (rispettivamente 153.000, 149.000 e 93.000 occorrenze).

## Onomastico
L'onomastico si può festeggiare lo stesso giorno di Maria o di Grazia, oppure il 27 luglio in memoria della beata Maria Grazia Tarallo, religiosa delle suore crocifisse adoratrici dell'Eucaristia.

## Persone
- Maria Grazia Bon, attrice italiana

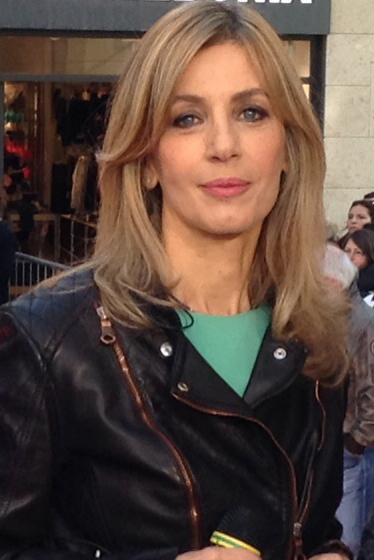
Maria Grazia Capulli

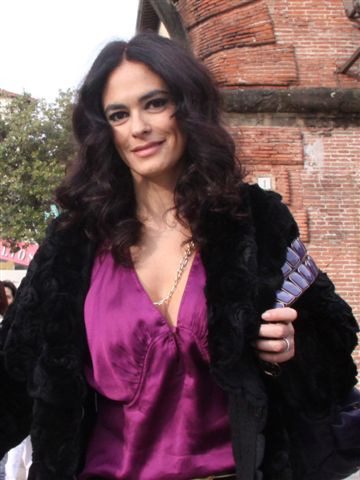
Maria Grazia Cucinotta

- Maria Grazia Buccella, attrice, cantante e ballerina italiana
- Maria Grazia Calandrone, poetessa e scrittrice italiana
- Maria Grazia Capulli, giornalista, scrittrice e conduttrice televisiva italiana
- Maria Grazia Cucinotta, attrice, produttrice cinematografica, regista e modella italiana
- Maria Grazia Cutuli, giornalista italiana
- Maria Grazia Francia, attrice italiana
- Maria Grazia Laganà, politica italiana
- Maria Grazia Marchelli, sciatrice alpina e giornalista italiana
- Maria Grazia Pagano, politica italiana
- Maria Grazia Perini, giornalista, scrittrice e sceneggiatrice italiana
- Maria Grazia Picchetti, annunciatrice televisiva italiana
- Maria Grazia Siliato, storica e archeologa italiana
- Maria Grazia Siliquini, politica italiana
- Maria Grazia Spillantini, scienziata italiana
- Maria Grazia Tarallo, religiosa italiana

### Variante Mariagrazia
- Mariagrazia De Rosa, scacchista italiana